# تیپ ۳۹ امام صادق

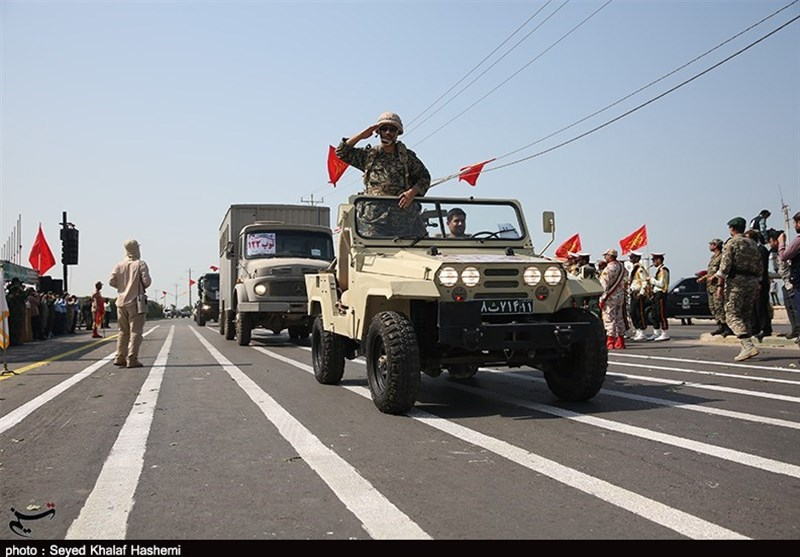
رژه ستون خودرویی تیپ ۳۹ امام صادق به‌مناسبت سالگرد جنگ ایران و عراق در سال ۱۳۹۸، بوشهر

تیپ عملیاتی مردم‌پایهٔ ۳۹ امام صادق یا به اختصار تیپ ۳۹ امام صادق از تیپ‌های پیاده نیروی زمینی سپاه پاسداران انقلاب اسلامی است، که ستاد فرماندهی آن در شهر بوشهر مستقر می‌باشد. پیشینه شکل‌گیری این یگان به سال ۱۳۶۵ در خلال جنگ ایران و عراق بازمی‌گردد. هم‌اکنون سرتیپ‌دوم پاسدار یدالله کشاورز فرماندهی تیپ ۳۹ امام صادق بوشهر را برعهده دارد.